# Rateče
Rateče – wieś w Słowenii, w gminie Kranjska Gora. W 2018 roku liczyła 618 mieszkańców.